# 1904-es Tour de France
Az 1904-es Tour de France volt a második francia körverseny. 1904. július 2-ától július 24-éig tartott. A verseny távja pontosan megegyezett az egy évvel korábbi körversenyével. Az akkori győztes, Maurice Garin is megismételte teljesítményét és ismét elsőként ért célba, nem sokkal megelőzve Lucien Pothier-t. Hippolyte Aucouturier négy szakaszt is meg tudott nyerni. 
A verseny azonban a botrányokról híresült el. Számos versenyzőt rajtakaptak, hogy a szakaszokon vonattal vagy autóval viteti magát. A Francia Kerékpáros Szövetség azután számos panaszt s beadványt megvizsgálva, szemtanúk meghallgatása után 1904 decemberében azt a határozatot hozta, hogy több más versenyző mellett az eredetileg a verseny első négy helyén végzett versenyzőket (Maurice Garin, Lucien Pothier, César Garin, és Hippolyte Aucouturier) és a szakaszgyőzteseket is kizárja. A diszkvalifikációk után az eredetileg ötödik helyen végzett, mindössze húsz esztendős Henri Cornet lett a győztes, minden idők legfiatalabb Tour-győzteseként.

## Szakaszok
| Szakasz | Időpont    | Végpontok            | Hossz (km) | Szakaszgyőztes           | Idő            | Összetett első      |
| ------- | ---------- | -------------------- | ---------- | ------------------------ | -------------- | ------------------- |
| 1.      | július 2.  | Montgeron – Lyon     | 467        | Michel Frédérick         | 17 óra 45' 00" | Michel Frédérick    |
| 2.      | július 9.  | Lyon – Marseille     | 374        | André Faure              | 15 óra 09' 02" | Emile Lombard       |
| 3.      | július 13. | Marseille – Toulouse | 424        | Henri Cornet             | 15 óra 43' 55" | Henri Cornet        |
| 4.      | július 17. | Toulouse – Bordeaux  | 268        | François Beaugendre      | 8 óra 40' 06"  | François Beaugendre |
| 5.      | július 20. | Bordeaux – Nantes    | 425        | Jean-Baptiste Dortignacq | 16 óra 49' 54" | Henri Cornet        |
| 6.      | július 23. | Nantes – Párizs      | 471        | Jean-Baptiste Dortignacq | 19 óra 28' 10" | Henri Cornet        |

| 1. Henri Cornet             | FRA | 96 óra 05'55"   |
| 2. Jean-Baptiste Dortignacq | FRA | + 2 óra 16'14"  |
| 3. Aloïs Catteau            | BEL | + 9 óra 1'25"   |
| 4. Jean Dargassies          | FRA | + 13 óra 4'30"  |
| 5. Julien Maitron           | FRA | + 19 óra 6'15"  |
| 6. Auguste Daumain          | FRA | + 22 óra 44'36" |
| 7. Louis Coolset            | BEL | + 23 óra 44'20" |
| 8. Achille Colas            | FRA | + 25 óra 09'50" |
| 9. René Saget               | FRA | + 25 óra 55'16" |
| 10. Gustave Drioul          | BEL | + 30 óra 54'49" |
| 88 induló, 15 célbaérő      |     |                 |

| Szakasz | Hegy             | Magasság | Versenyző     | Ország  |
| ------- | ---------------- | -------- | ------------- | ------- |
| 2       | Col la Républica | 1145     | Antoine Faure | Francia |